# Akalla (Stockholms tunnelbana)
Akalla ist eine unterirdische Station der Stockholmer U-Bahn. Sie befindet sich im gleichnamigen Stadtteil Akalla. Die Station wird von der Blå linjen des Stockholmer U-Bahn-Systems bedient. Sie gehört zu den eher mäßig frequentierten Stationen des U-Bahn-Netzes. An einem normalen Werktag steigen hier 6300 Pendler zu.

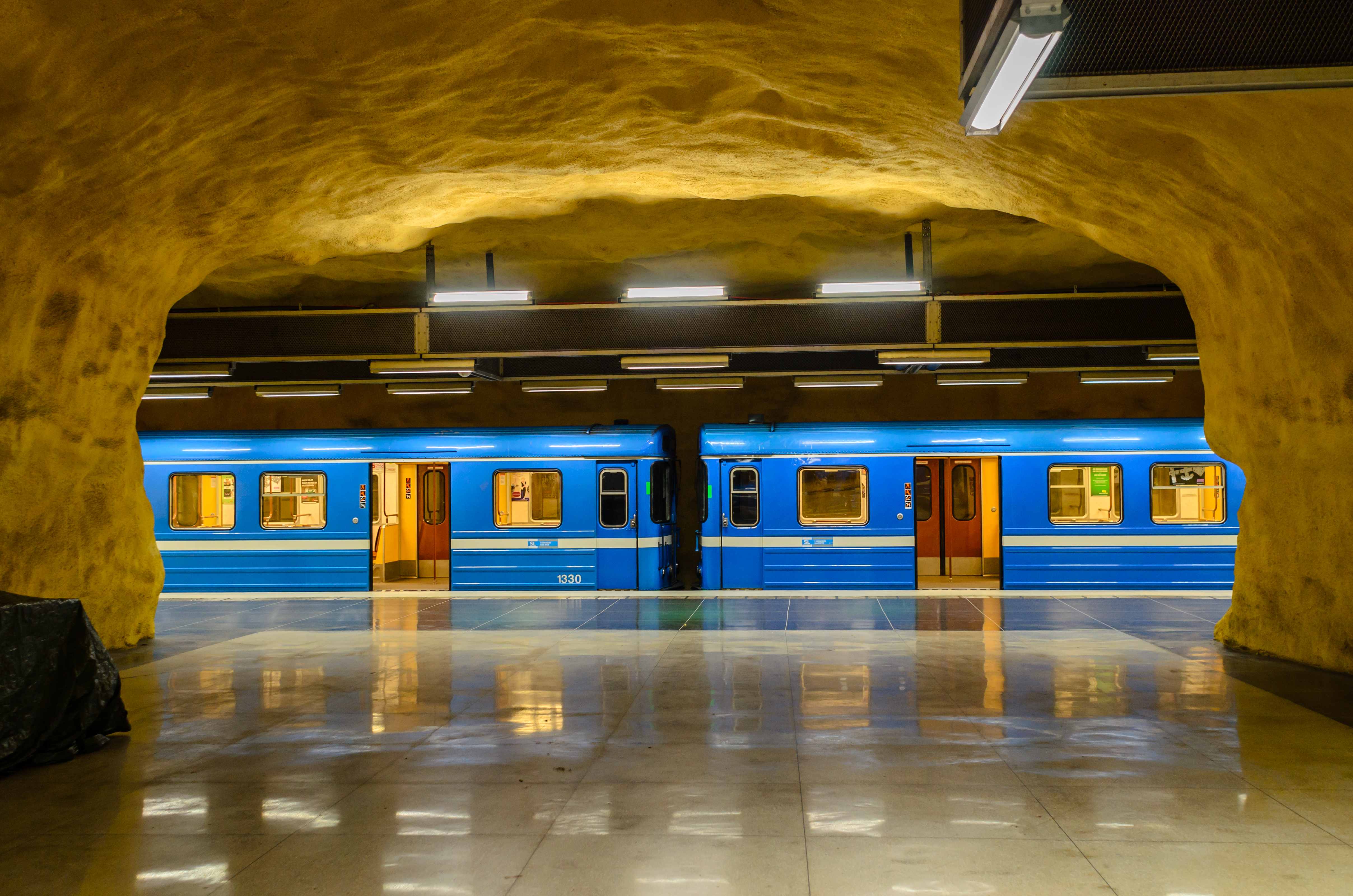
Die unterirdischen Gleise

Die Station wurde am 5. Juni 1977 in Betrieb genommen, als der U-Bahn-Abschnitt Hallonbergen–Akalla eingeweiht wurde. Die Station verfügt über zwei unterirdische Gleise, welche etwa 20 m unter der Erde liegen. Die Station ist die Endstation der Linie T11 der Blå linjen. Bis zum Stockholmer Hauptbahnhof sind es etwa vierzehn Kilometer.
Die Station verfügt über zwei Eingängen an beiden Enden. Das nördlichere Ende ist als kombinierter Busbahnhof angelegt, bei der die Busse ebenfalls in einer unterirdischen Zwischenstation halten. Die zwei Bussteige außen und in der Mitte sind der eigentliche Zugang zur U-Bahn. Vorhanden ist ein Service-Schalter. Zusätzlich gibt es noch in der Bus-Zwischenebene einen Wendekreis für Taxis und Privatfahrzeuge.